# Андоленко Карина В'ячеславівна
Карина В'ячеславівна Андоленко (нар. 20 вересня 1987, Харків, УРСР) — російська акторка театру і кіно українського походження. Лавреатка низки російських кінопремій у номінації Найкраща жіноча роль.
Фігурантка бази даних сайту «Миротворець».

## Життєпис
Народилася 20 вересня 1987 року в Харкові. 2009 року закінчила Школу-студію МХАТ, курс К. А. Райкіна. Після закінчення навчання грала в театрі «Сатирикон» під керівництвом К. А. Райкіна.
З 2013 р. — акторка Московського губернського драматичного театру під керівництвом С. Безрукова. Дебютувала в кіно у 2008 році, зіграла більше 50 ролей. Перша головна роль — у картині «Троянди для Ельзи» (2009, реж. Є. Кончаловський). Брала участь в українських та російських кіно- і телепроєктах.

## Фільмографія

### Кіно
| Рік  | Фільм                               | Оригінальна назва                     | Роль            |
| ---- | ----------------------------------- | ------------------------------------- | --------------- |
| 2009 | Горобиновий вальс                   | рос. Рябиновый вальс                  | Поліна          |
| 2009 | Троянди для Ельзи                   | рос. Розы для Эльзы                   |                 |
| 2010 | Багата Маша                         | рос. Богатая Маша                     | Марія Краснова  |
| 2010 | Мисливці за караванами              | рос. Охотники за караванами           |                 |
| 2010 | Поцілунок крізь стіну               | рос. Поцелуй сквозь стену             | Аліса           |
| 2010 | Сильна слабка жінка                 | рос. Сильная слабая женщина           | Олена           |
| 2010 | Назад до СРСР                       | рос. Назад в СССР                     | Наташа Смирнова |
| 2010 | Спрага                              | рос. Жажда                            | Анна            |
| 2011 | Спокута                             | рос. Искупление                       |                 |
| 2011 | Арифметика підлості                 | рос. Арифметика подлости              |                 |
| 2011 | Рейдер                              | рос. Рейдер                           | Марія           |
| 2012 | Мільйонер                           | рос. Миллионер                        |                 |
| 2012 | Волошки для Василини                | рос. Васильки для Василисы            |                 |
| 2012 | Новорічна дружина                   | рос. Новогодняя жена                  | Дарина          |
| 2012 | Віддам кошенят в хороші руки        | рос. Отдам котят в хорошие руки       |                 |
| 2014 | Неваляшка 2                         | рос. Неваляшка 2                      |                 |
| 2014 | Модель щасливого життя              | рос. Модель счастливой жизни          | Ірина           |
| 2015 | Марш-кидок: Полювання на «Мисливця» | рос. Марш-бросок: Охота на «Охотника» |                 |

### Телебачення
| Рік  | Серіал                           | Оригінальна назва                         | Роль                                                                    | Кількість серій |
| ---- | -------------------------------- | ----------------------------------------- | ----------------------------------------------------------------------- | --------------- |
| 2010 | Ілюзія полювання                 | рос. Иллюзия охоты                        | Ольга Подольська                                                        |                 |
| 2010 | Долі загадкове завтра            | рос. Судьбы загадочное завтра             | Настя                                                                   |                 |
| 2010 | Назад в СРСР                     | рос. Назад в СССР                         | Наталя                                                                  |                 |
| 2010 | СЗШР                             | рос. СОБР                                 |                                                                         |                 |
| 2011 | Тільки ти                        | рос. Только ты                            |                                                                         |                 |
| 2011 | Справа була на Кубані            | рос. Дело было на Кубани                  | Тетяна Черкесова                                                        |                 |
| 2011 | Загадка для Віри                 | рос. Загадка для Веры                     |                                                                         |                 |
| 2012 | Синдром дракона                  | рос. Синдром дракона                      | молода Ліда Савченко                                                    |                 |
| 2012 | Пристрасті за Чапаєм             | рос. Страсти по Чапаю                     | Тетяна Мальцева, сестра Євгена                                          |                 |
| 2012 | Мій улюблений геній              | рос. Мой любимый гений                    | Надя                                                                    |                 |
| 2012 | Темне царство                    | рос. Тёмное царство                       |                                                                         |                 |
| 2013 | Поговори зі мною про любов       | рос. Поговори со мною о любви             | Таня Петруніна                                                          |                 |
| 2013 | Попіл                            | рос. Пепел                                | Анна                                                                    |                 |
| 2013 | Перекладач                       | рос. Переводчик                           | Дуня                                                                    |                 |
| 2013 | Марш-кидок 2: Особливі обставини | рос. Марш-бросок 2: Особые обстоятельства | Олена Буйда                                                             |                 |
| 2013 | Вангелія                         | рос. Вангелия                             | Ольга, подруга Ванги                                                    |                 |
| 2013 | Дочекатися любові                | рос. Дождаться любви                      | Аля                                                                     |                 |
| 2014 | Батько для Софії                 | рос. Папа для Софии                       | Варвара Куликова                                                        |                 |
| 2014 | Суча війна                       | рос. Сучья война                          | Люба Барцева                                                            |                 |
| 2015 | Таємнича пристрасть              | рос. Таинственная страсть                 | Тетяна                                                                  |                 |
| 2015 | Непридумане життя                | рос. Непридуманная жизнь                  |                                                                         |                 |
| 2015 | Королева краси                   | рос. Королева красоты                     |                                                                         |                 |
| 2018 | Жовте око тигра                  | Жёлтый глаз тигра                         | Марія Корольова, перше кохання Сергія Звягінцева, дружина Михайла Бойка |                 |